# Stratton (Vermont)
Stratton és una població dels Estats Units a l'estat de Vermont. Segons el cens del 2000 tenia 136 habitants.

## Demografia
Segons el cens del 2000, Stratton tenia 136 habitants, 60 habitatges, i 36 famílies. La densitat de població era d'1,1 habitants per km².
Dels 60 habitatges en un 26,7% hi vivien nens de menys de 18 anys, en un 56,7% hi vivien parelles casades, en un 1,7% dones solteres, i en un 40% no eren unitats familiars. En el 28,3% dels habitatges hi vivien persones soles l'11,7% de les quals corresponia a persones de 65 anys o més que vivien soles. El nombre mitjà de persones vivint en cada habitatge era de 2,27 i el nombre mitjà de persones que vivien en cada família era de 2,89.
Per edats la població es repartia de la següent manera: un 21,3% tenia menys de 18 anys, un 3,7% entre 18 i 24, un 30,9% entre 25 i 44, un 26,5% de 45 a 60 i un 17,6% 65 anys o més.
L'edat mediana era de 42 anys. Per cada 100 dones de 18 o més anys hi havia 114 homes.
La renda mediana per habitatge era de 39.688 $ i la renda mediana per família de 43.750 $. Els homes tenien una renda mediana de 36.875 $ mentre que les dones 28.125 $. La renda per capita de la població era de 32.489 $. Cap de les famílies i el 5% de la població estaven per davall del llindar de pobresa.